# Gabinete de Gestão do Programa Espacial Nacional
O Gabinete de Gestão do Programa Espacial Nacional (GGPEN) é a agência do Governo da República de Angola responsável por promover o uso pacífico do espaço e realizar estudos técnicos espaciais. Trabalha sob supervisão do Ministério das Telecomunicações, Tecnologias de Informação e Comunicação Social (MINTTICS).
O GGPEN foi estabelecido por meio do Decreto Presidencial de Angola 154/13, página 2673. A missão da agência é conduzir estudos estratégicos que visem estabelecer acordos de cooperação com instituições técnicas e científicas no domínio espacial e garantir a criação de competências tecnológicas e humanas nacionais e a transferência de tecnologia e experiência no âmbito do Programa Espacial Nacional.

## Estratégia Espacial Nacional de Angola
A Estratégia Espacial Nacional de Angola para 2016-2025 foi aprovada pelo decreto presidencial n.º 85/17, 10 de maio, Baseia-se nos seguintes 5 principais pilares:
- Desenvolvimento do segmento espacial e terrestre
- Programas de capacitação humana
- Criação e crescimento da indústria espacial angolana
- Afirmação internacional
- Política espacial

A estratégia guiará os objectivos gerais e as directrizes que o país seguirá para as suas actividades espaciais de 2016 a 2025.

## Projectos de satélites
O GGPEN lançou o AngoSat-1 em 2017, que foi extinto quatro meses após o seu lançamento. O AngoSat-2, que é o satélite de substituição do AngoSat-1, está actualmente em desenvolvimento e deverá ser lançado em 2022.
Em Maio de 2019, o presidente de Angola, João Lourenço, assinou outro decreto presidencial autorizando a Administração do Programa Espacial Nacional a assinar contrato em nome de Angola para a fabricação do AngoSat-3 a ser construído pela Airbus. O decreto é a Série I, número 62/19, de 8 de Maio de 2019.

## Outros projectos
Em Novembro de 2019, a agência lançou um projecto de monitoramento de secas ao lado do Ministério das Telecomunicações, Tecnologias de Informação e Comunicação Social de Angola, em uma tentativa de resolver os problemas de seca no país. Angola também está liderando o projecto de rede compartilhada por satélite da Comunidade de Desenvolvimento da África Austral (CDAA) com o objectivo de fornecer serviços de telecomunicações de qualidade a preços acessíveis.

## Treinamentos
A agência organiza vários treinamentos e programas de desenvolvimento de capacidade para fortalecer a sua força de trabalho. Teve um treinamento sobre desenvolvimento de pequenos satélites em Maio de 2019 e organizou treinamento com a União Internacional de Telecomunicações (ITU) e a CDAA sobre treinamento em aplicativos de satélite em Janeiro de 2020. Em 2019, a agência enviou seis estudantes para o mestrado em ciência e tecnologia espacial no ISAE-SUPAERO, através do programa de desenvolvimento de capacidades para o AngoSat-2. Os alunos devem aprender com a construção da carga útil do Angosat-2 e a construção do satélite AngoSat-3.
A agência lançou o aplicativo móvel AngoSat Educa para educação e divulgação espacial em 2018 e também adoptou o uso de bandas desenhadas para educar jovens estudantes no país sobre ciência e tecnologia espacial. Esses treinamentos levaram à incubação de dez startups pelo GGPEN que estão contribuindo para o crescimento da ciência e tecnologia espacial em Angola.